# Burnout Paradise
Burnout Paradise je závodní hra s otevřeným světem vyvinutá společností Criterion Games a publikovaná společností Electronic Arts v roce 2008 pro PlayStation 3, Xbox 360 a Microsoft Windows. Také vyšla v obchodě PlayStation Store, kde byla přidána do knihoven titulů Greatest Hits a Platinum Hits, a ve službě Xbox Live Marketplace Games on Demand. V listopadu 2016 byla přidána do seznamu her zpětně kompatibilních s Xbox One. Jedná se o první hru ze série Burnout která vyšla pro Microsoft Windows.
Odehrává se ve smyšleném městě ‚Paradise City‘, kde hráči mohou soutěžit v několika typech závodů. Lze také soutěžit online, kde existují i další herní režimy, například „Cops and Robbers“. V průběhu času bylo vydáno několik bezplatných herních aktualizací, které přinesly nové funkce, např. cyklus denní doby a motocykly. Také je zde možnost dokoupit placená DLC, jejichž součástí jsou nové automobily a území „Big Surf Island“.
Úvodní recenze byly velmi kladné. Hra dosáhla průměrného hodnocení 88 % na portálu GameRankings a na webu Metacritic dosáhla průměrného skóre 88 ze 100. V roce 2008 získala několik ocenění, konkrétně Spike TV, GameTrailers a GameSpot ji udělili cenu za nejlepší řidičskou hru (Best Driving Game). Podle recenzentů měla hra vynikající cit pro rychlost. Také cenili to, že se jedná o první hru ze série Burnout s otevřeným svět. Burnout Paradise je považován za jednu z nejlepších her všech dob.
16. března 2018 vyšla pro PlayStation 4 a Xbox One remasterovaná verze s názvem Burnout Paradise Remastered, která obsahuje veškerá DLC (kromě balíčku Time Savers). Ta vyšla i 21. srpna pro Windows na platformě Origin. Online funkce původní hry byly trvale ukončeny v srpnu 2019. Remasterovaná verze byla 19. června 2020 vydána i na Nintendo Switch.

## Gameplay
Burnout Paradise se odehrává v prostředí otevřeného světa. Podle Alexa Warda, kreativního ředitele studia Criterion Games, je tato hra „úplným znovuobjevením“ série Burnout. Zpočátku ve hře nebyl cyklus denní doby, ten dodala až aktualizace s názvem „Davis“. Burnout Paradise je první hrou v sérii, kde se zaznamenávají statistiky jako nejrychlejší čas na hráčův řidičský průkaz. Dokončením událostí se zvyšuje hodnost řidiče, čímž se odemyká přístup k novým autům.
V předchozích hrách Burnout byl „Crash Mode“ dedikovaným režimem, kde hráči měli několik možností, jak způsobit co největší srážku. V Burnout Paradise lze „Crash Mode“, nyní nazývaný „Showtime“, spustit kdykoli a kdekoli ve hře. Během klasických závodů nyní mohou závodníci k cíli dojet jakoukoli možnou cestou. Závody a další události se spouštějí zastavením na kterémkoli ze semaforů a současným sešlápnutím plynu a brzdy. Hráč má také možnost přizpůsobit nastavení závodu, jako je provoz, závodní trasy a výběr povolených automobilů na základě typu posilovače zrychlení.
Systém poškození byl také přepracován. Nyní existují dva různé typy nehod podle stavu vozu. Když si hráč udrží všechna čtyři kola a nerozbije se podvozek, může z havárie odjet a pokračovat ve hře. Tato situace se nazývá „driveaway“. Když ale auto přijde o jakékoli kolo, přistane na boku, na střeše nebo mimo mapu hry, nebo je motor po nárazu příliš poškozen, je označené za zničené („wrecked“) a hráč tak musí čekat, než se vyresetuje.
Automobily nyní mají názvy výrobců a modelů volně založené na skutečně existujících modelech. Na autech není možné provést „tuning“ nebo je jakkoliv jinak přizpůsobit. Pouze barvu lze změnit, a to buď při výběru vozidla, nebo průjezdem skrz nádvoří lakovny. Podobně lze projet nádvořím čerpací stanice a doplnit tím posilovač rychlosti vozidla nebo nádvořím autoservisu a opravit vozidla.

## Odkaz
V listopadu 2016 byla hra přidána na seznam zpětně kompatibilních titulů pro Xbox One. Od 16. prosince do 31. prosince téhož roku byla také zdarma dostupná pro členy Xbox Live Gold.

### Použití v akademické sféře
Hra byla předmětem několika akademických prací zabývajících se řadou oblastí, často spojených s intenzitou titulu a potřebou rychlé reakční doby. Patří mezi ně studie o kardiologii hráčů, fenomenologické korespondenci a abstrakci ovládání a pedagogika počítačových her.
 